# Йозеф Штумпел
Йозеф Штумпел (словац. Jozef Stümpel; 20 липня 1972, м. Нітра, ЧССР) — словацький хокеїст, центральний нападник. 
Вихованець хокейної школи ХК «Нітра». Виступав за ХК «Нітра», «Кельнер Гайє», «Бостон Брюїнс», «Провіденс Брюїнс» (АХЛ), «Лос-Анджелес Кінгс», «Слован» (Братислава), «Славія» (Прага), «Флорида Пантерс», «Барис» (Астана), «Динамо» (Мінськ), «Спартак» (Москва), «Кярпят» (Оулу), Нітра, «Дукла» (Тренчин), «Ліптовський Мікулаш», ХК-96 (Нітра), МСК (Ж'яр-над-Гроном).
В чемпіонатах НХЛ — 957 матчів (196+481), у турнірах Кубка Стенлі — 55 матчів (6+24). У чемпіонатах Словаччини — 301 матч (71+186). В чемпіонатах Чехословаччини і Чехії — 108 матчів (40+50), у плей-оф — 7 матчів (4+2). У чемпіонатах Німеччини — 62 матчі (36+42)
У складі національної збірної Словаччини провів 85 матчів (17 голів); учасник зимових Олімпійських ігор 2002, 2006 і 2010 (12 матчів, 3+5), учасник чемпіонатів світу 1997, 1998, 2002, 2003, 2004, 2005, 2011 і 2013 (50 матчів, 10+25), учасник Кубка світу 1996 і 2004 (7 матчів, 0+0). У складі молодіжної збірної Чехословаччини учасник чемпіонату світу 1991. У складі юніорської збірної Чехословаччини учасник чемпіонату Європи 1990.
Досягнення
- Чемпіон світу (2002), бронзовий призер (2003)
- Чемпіон Німеччини (1995)
- Учасник матчу усіх зірок КХЛ (2010).